# Аккемерський сільський округ
Аккеме́рський сільський округ (каз. Ақкемер ауылдық округі, рос. Аккемерский сельский округ) — адміністративна одиниця у складі Мугалжарського району Актюбінської області Казахстану. Адміністративний центр — село Аккемер.
Населення — 2753 особи (2021; 3000 у 2009, 3460 у 1999, 3364 у 1989).
Станом на 1989 рік існувала Аккемерська сільська рада (села Аккемер, Восток, Жарик, Золотонош, Шевченко, селище Роз'їзд 312) Октябрського району.

## Склад
До складу округу входять такі населені пункти:
| Населений пункт       | Колишні назви | Населення, осіб (1989) | Населення, осіб (1999) | Населення, осіб (2009) | Населення, осіб (2021) |
| --------------------- | ------------- | ---------------------- | ---------------------- | ---------------------- | ---------------------- |
| Аккемер, село         | -             | 1391                   | 1678                   | 1679                   | 1767                   |
| Єлек, село            | Золотонош     | 625                    | 637                    | 454                    | 433                    |
| Жарик, село           | -             | 621                    | 554                    | 464                    | 341                    |
| Коктобе, село         | Восток        | 349                    | 293                    | 165                    | 48                     |
| --Роз'їзд 312, селище | -             | 89                     | -                      | -                      | 3                      |
| Котібар, село         | Шевченко      | 289                    | 298                    | 238                    | 161                    |